# 群學肄言
《群學肄言》是嚴復于1897年翻译赫伯特·斯宾塞的《社会学研究》（英文：The Study of Sociology）的譯本。〈《羣学肄⾔》译余赘语〉中提到了最早对《社会学研究》的翻译，
1897年在旬刊《国闻汇编》中以《斯宾塞尔劝学篇》连载，对应《羣学肄⾔》的〈砭愚第⼀〉。
严复在翻译的同时夹杂自己的议论，“以天演为宗”，以生物学规律研究社会现象，论证中国的社会变法。严复翻译出版《群学肄言》是社会学导入中國的标志性事件之一。